# Batalha de Molino del Rey
A Batalha de Molino del Rey foi uma das batalhas mais sangrentas da Guerra Mexicano-Americana. Ela foi travada em setembro de 1847 entre as forças mexicanas comandadas pelo general Antonio Léon contra uma força americana sob o general Winfield Scott em uma colina chamada El Molino del Rey, perto da Cidade do México.

## Antecedentes
Em 6 de setembro de 1847, como o armistício e negociações que se seguiram à Batalha de Churubusco estavam se quebrando, um grande número de tropas mexicanas foram observados em torno de uma colina conhecida como El Molino del Rey ou (Moinho do rei). Eles estavam espalhados em uma área aproximadamente de 910 m a oeste do Castelo de Chapultepec, a 3 km de distancia dos portões da Cidade do México. A um grande bosque de árvores separados do Moinho do castelo, enquanto as baterias do castelo cobriram a área.
General Winfield Scott recebeu relatos de que havia rumores de que Antonio López de Santa Anna, líder tanto do governo mexicano e militar, na necessidade desesperada de artilharia, foi envio de sinos de igrejas e conventos que seriam derretidos e convertidos para canhões. Do telhado do palácio do bispo em Tacubaya, onde foram os aposentos do general Scott, a prova da existência de algum tipo de forno era claramente visível na chama vermelha brilhante que passava por cima do telhado da fábrica. Scott ordenou general Worth para atacar e tomar El Molino del Rey, acabar com a fábrica e destruir quaisquer munições encontradas.

## Batalha
Molino del Rey é uma série de edifícios de pedra, a cerca de 457 m de comprimento. Estas incluem uma fábrica de farinha, e o velho moinho de pólvora. Cerca de 152 metros da extremidade norte dos moinhos é a Casa Mata, outro edifício de pedra forte. Cerca de 91 metros a oeste da Casa Mata é uma grande ravina, com uma fazenda. Esta extensão de campo, de Molino del Rey do lado esquerdo para o oeste terreno alto do barranco, do lado direito, foi ocupada pelas forças mexicanas. Eram os Guardas Nacionais da Liberdade, União, Querétaro, e Mina, sob o general Léon, e a brigada de tropas comandadas pelo general Rangel. Entre as fábricas e a Casa Mata foi o 2ª batalhão, o da Fijo o Mejico, e os 1ª e 2ª regimentos de linha, com seis peças de artilharia, sob o general Ramirez. Na Casa Mata foi o 4.º batalhão e 11.º regimento de linha, sob o general Pérez. No bosque de Chapultepec, na parte de trás das fábricas, como reserva, estava o 1ª e 3ª batalhão. Oeste da ravina, para fazenda, foram 4.000 de cavalaria. Com as forças de 4.000, o general Antonio López estava confiante da vitória.
Às três horas da manhã de 8 de setembro, Worth enviou uma coluna de ataque de 500 homens, a 8 ª infantaria liderada pelo Major George Wright, até uma planície levemente inclinada. Atrás deles colocou batalhão luz do coronel Charles F. Smith e brigada de George Cadwalader no centro, e à sua direita estava brigada de Garland e uma bateria sob o capitão Simon H. Drum. À esquerda, a bateria do coronel James Duncan e uma brigada comandada pelo Coronel James S. McIntosh. Major Sumner ordenou a cavalaria, inicialmente na extrema esquerda. Worth teve uma força total de 2.800 homens.
Armas pesadas do capitão Huger abriram fogo contra as fábricas, e continuou até que ponto da linha do inimigo tornou-se abalada. Fogo começou de artilharia mexicana no flanco da coluna e infantaria no terraço das fábricas abriram fogo a partir do flanco, assim como a frente. 11 dos 14 oficiais norte-americanos foram mortos, mas as forças de Smith e Cadwalader ocuparam a linha inimiga no centro da batalha. Coronel Garland e a bateria de artilharia ocupou a posição do inimigo à direita, imediatamente sob as armas de Chapultepec.
No lado esquerdo, a brigada do coronel McIntosh avançou na Casa Mata sob fogo pesado. As forças de McIntosh obrigado a retroceder, bateria de Duncan ofereceu apoio e obrigou os ocupantes e reforços para deixar a Casa Mata.

## Consequências

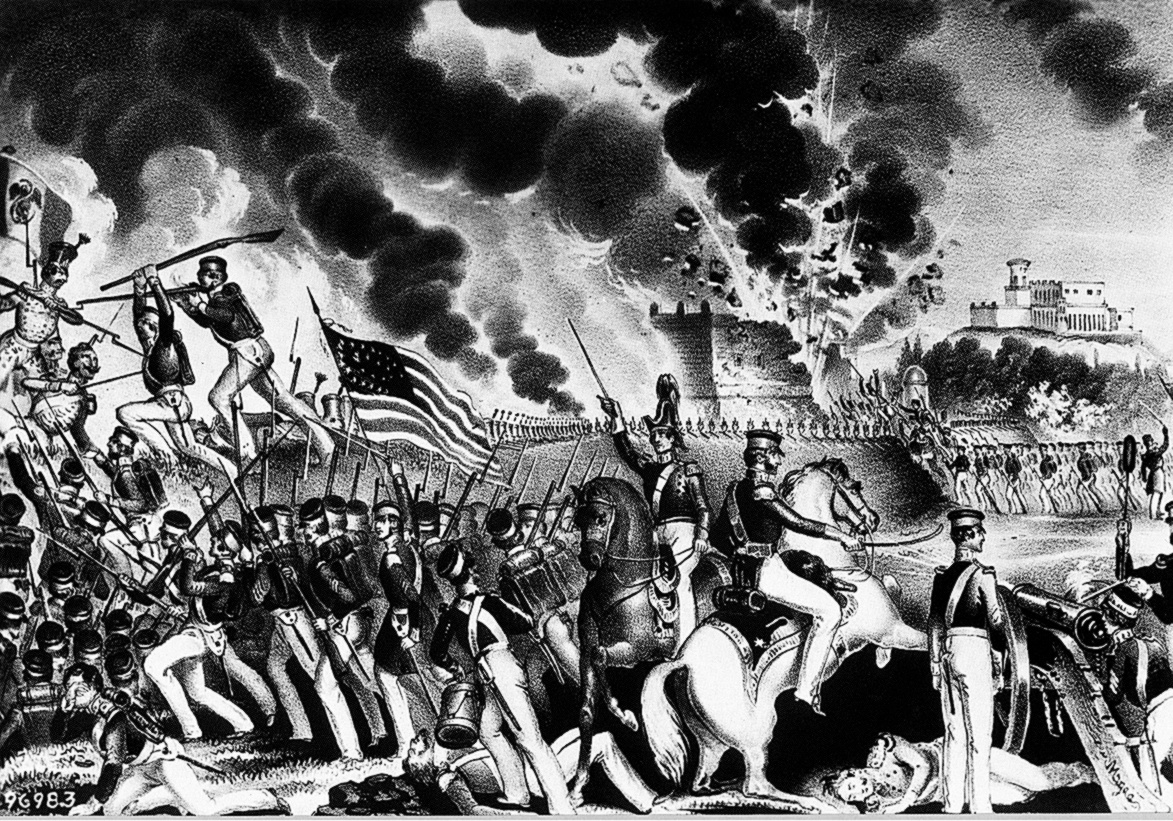
Litografia contemporânea retratando o "Explodindo a Casa Mata pelo vitorioso exército americano sob general Worth."

Depois de explodir a Casa Mata e destruindo os moldes e outros bens nas usinas, as forças americanas voltaram para Tacubaya. Três canhões mexicanos, grandes quantidades de armas ligeiras e munições, e 800 prisioneiros foram capturados. Forças mexicanas perderam mais de 769 vítimas, juntamente com general León e coronéis Balderas (Batalhão de Mina) e Gelaty mortos. Perdas americanas incluíram 729 homens mortos e feridos, 49 oficiais feridos, e as mortes do tenente-coronel Scott, Major Graham, Capitães Merrill e Ayres e Tenentes Johnston, Armstrong, Strong, Shackelford, Burwell, e Farry. Os preparativos começaram imediatamente a seguir para a Batalha de Chapultepec.